# HEMT

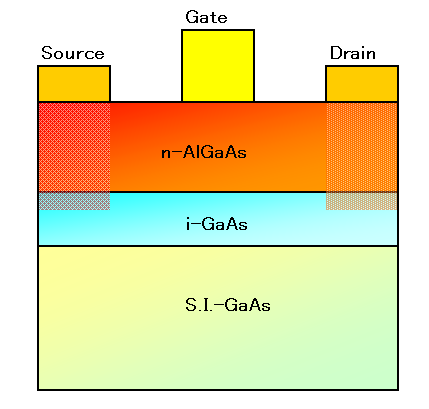
Sezione di un HEMT.

Il transistor ad effetto di campo ad alta mobilità elettronica (sigla inglese HEMT per High Electron Mobility Transistor o HFET per Heterostructure Field Effect Transistor) è caratterizzato da una giunzione tra due semiconduttori con differente band gap, ovvero un'eterogiunzione, ed è utilizzato nel campo delle microonde. L'HEMT sfrutta la formazione di elettroni ad alta mobilità elettronica presenti nella buca di potenziale, generata dall'eterogiunzione tra i due semiconduttori, ad esempio l'arseniuro di gallio e l'n-AlGaAs, al di sotto del livello di Fermi.
Questo strato di elettroni ad alta mobilità, formatosi al di sotto della giunzione, è detto strato 2deg (2-dimensional-electron-gas, gas bidimensionale di elettroni), e costituisce il vero canale del dispositivo. La densità di elettroni nel canale 2deg dipende dalla tensione gate-source. Quando la regione n-AlGaAs non viene più mantenuta in completo svuotamento da questa tensione si forma un "MESFET parassita" che riduce notevolmente le prestazioni dell'HEMT, a causa dell'interazione elettrostatica fra gli elettroni nello strato 2deg e gli ioni di impurità superficiali dell'n-AlGaAs.
Per ottimizzare il funzionamento del transistor solitamente si inserisce uno strato di AlGaAs non drogato, detto spacer, tra l'n-AlGaAs e il GaAs intrinseco. Così facendo, gli elettroni ad elevata mobilità risultano più distanti dagli ioni di impurità superficiali dell'n-AlGaAs e di conseguenza si riduce considerevolmente la loro interazione elettrostatica.
Dato che gli elettroni nella buca vi finiscono per costruzione della barriera è possibile intuire come si sia separato il fatto di avere molti portatori (e quindi alta mobilità) dal fatto di avere molto drogaggio (alto scattering). Visto che la trans-conduttanza del transistor dipende dal prodotto di entrambi questi valori (mobilità e drogaggio), e dato che generalmente l'aumento di uno induce il calo dell'altro, è possibile massimizzare entrambi e ottenere dunque un elevato guadagno il che si traduce in una risposta più pronta durante la commutazione, per questo motivo gli HEMT riescono ad avere elevata velocità.
Grazie alla sua particolarità l'HEMT è un transistor molto utilizzato per dispositivi che lavorano in alta frequenza.